# Mo'Nique
Monique Angela Hicksová, rozená Imesová (* 11. prosince 1967, Baltimore, Maryland, USA), známá především pod pseudonymem Mo'Nique, je americká herečka a komička. Nejvíce se proslavila rolí Mary Lee Johnstonové ve filmu Precious, za který získala řadu filmových ocenění, mezi nimi i Oscara a Zlatý glóbus. Dále také ztvárnila hlavní postavu v Lady XXL nebo vedlejší roli Ma Rainey v biografickém televizním filmu Bessie, za který byla nominována na cenu Emmy.

## Život
Monique Angela Imesová se narodila 11. prosince 1967 v Baltimoru, největším městě amerického státu Maryland, do rodiny poradce pro drogově závislé Stevena Imese Jr. a jeho manželky, inženýrky Alice Imesové. Je nejmladší ze čtyř dětí. Starší sestra Millicent se stala její osobní asistentkou a bratr Steve jejím manažerem. Roku 1985 absolvovala střední školu Milford Mill Academy a poté pokračovala ve studiích na Morgan State University, školu ale nedokončila. Nakonec v roce 1987 promovala na Broadcasting Institute of Maryland.
Nejprve pracovala v telefonní společnosti; jako komička poprvé vystoupila až později, když ji její bratr Steve vzal do podniku, kde se prezentovali amatérští umělci.
V roce 2008 při rozhovoru pro magazín Essence přiznala, že v dětství ji sexuálně zneužíval její bratr Gerald. Sourozenci se v dubnu 2010 setkali v The Oprah Winfrey Show, kde se Imes ke všemu přiznal a své sestře se omluvil.
Po zasnoubení a následném zrušené zásnub s účetním Kennym Mungem byla v letech 1997 až 2001 vdaná za Marka Jacksona, s nímž má syna Shalona Jacksona. Podruhé se vdala roku 2006 za Sidneyho Hickse, kterému v říjnu 2005 v Los Angeles porodila dvojčata Jonathana a Davida Hicksovi. Později v rozhovoru pro The New York Times uvedla, že s manželem Sidneym mají otevřené manželství, tedy že oba nevěru tolerují a připouští, a to potvrdila ještě v pořadu The Oprah Winfrey Show, kde vysvětlila, že ačkoliv mají s manželem otevřený postoj k nevěře, je mu věrná.

## Kariéra

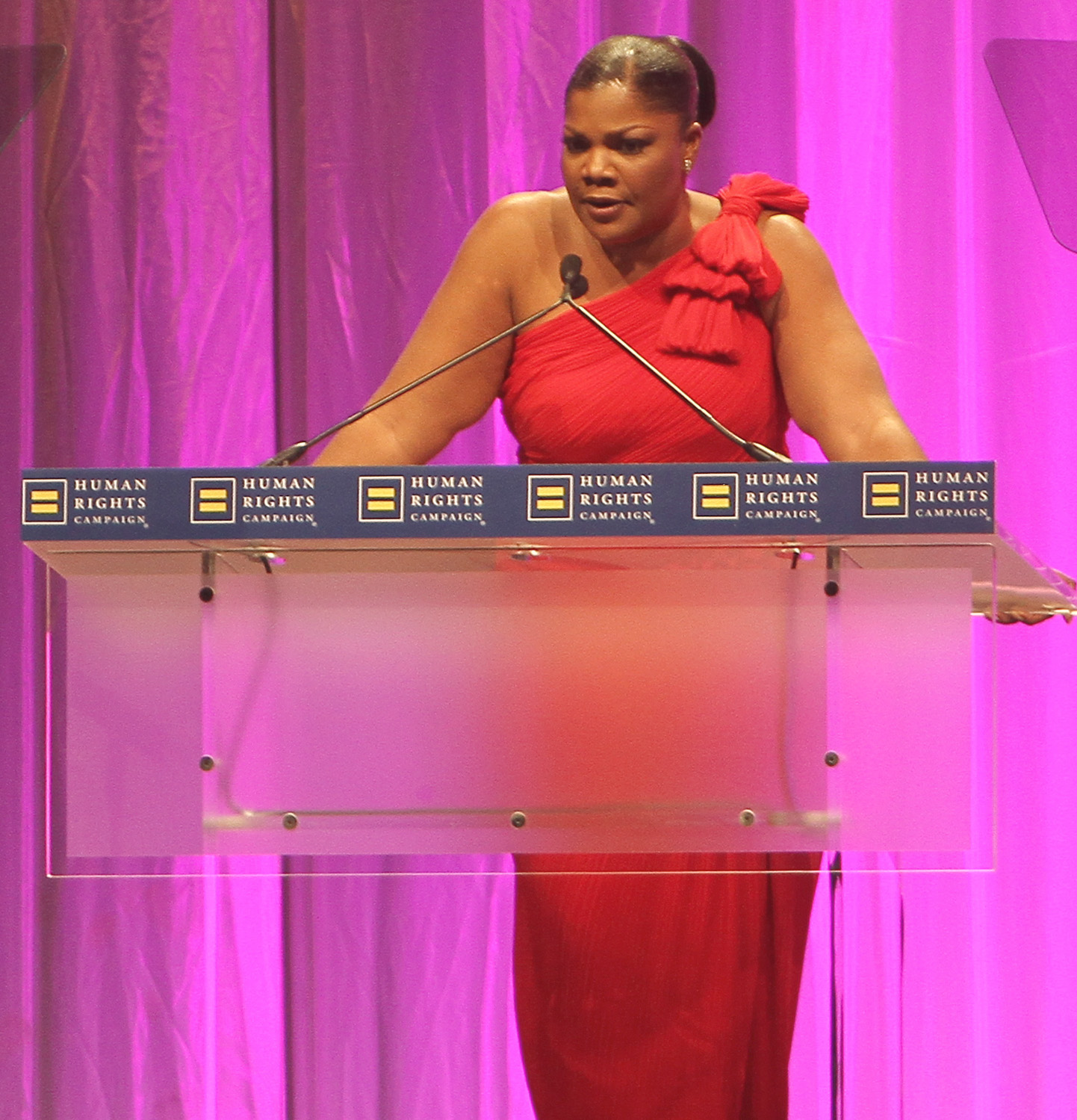
Mo'Nique v roce 2010

V letech 1999 až 2004 hrála Nicole „Nikki“ Parker v sitcomu The Parkers. Poté se objevila i v dalších televizních seriálech, především komediálního rázu, a v roce 2000 se v Montréalu představila i na festivalu Just For Laugh. Roku 2005 vytvořila vlastní minisérii Mo'Nique's Fat Chance, kde byla hlavní uvaděčkou i producentkou. Jednalo se o soutěž krásy, jejíž soutěžící byly pouze ženy nadměrných velikostí a kde vítězka získávala titul „Miss F. A. T.“ Vysílání bylo ukončeno roku 2007 a ještě tehdy začala Mo'Nique natáčet dokument I Coulda Been Your Cellmate!, zaměřený na ženy ve vězení. V roce 2007 se také objevila v osmé epizodě druhé řady seriálu Ošklivka Betty, v hlavní roli s Americou Ferrerou.
Roku 2006 hrála ve filmu Lady XXL, kde se jakožto hlavní hrdinka Jazmin Biltmore se stresuje kvůli své nadváze a je přesvědčená, že právě kvůli ní si nemůže najít stálý vztah.
V roce 2009 získala vedlejší roli ve filmu Lee Danielse Precious, kde ztvárnila postavu Mary Lee Johnstonové, tyranské matky náctileté dívky. Za tuto roli získala velké množství cen: na Sundance Film Festival, od African-American Film Critics Association, Boston Society of Film Critics, San Francisco Film Critics Circle... Mezi nimi i cenu BAFTA, Zlatý Glóbus a Oscara.
V roce 2015 ztvárnila roli Ma Rainey (1886–1939), jedné z prvních profesionálních afroamerických bluesových zpěvaček, v televizním filmu od HBO Bessie. Za tuto postavu byla nominována na několik cen, například Satellite Award nebo cenu Emmy. Ani jednu nominaci ale neproměnila.

### Divadlo a knihy
V březnu 2002 získala svoji první divadelní roli ve hře Monology vagíny od Eve Enslerové. Krom Mo'Nique byly obsazeny i afroamerické herečky Ella Joyce, Wendy Raquel Robinson a Vanessa Bell Calloway, jimi hraná verze hry byla první s pouze afroamerickými herci.
Roku 2003 vydala svoji první knihu Skinny Women Are Evil: Notes of a Bigg Girl in a Small-Minded World, která se dokonce stala bestsellerem The New York Times. O tři roky později napsala i kuchařku Skinny Cooks Can't Be Trusted.